# المكي الطمباري
المكي محسن الطمباري لاعب كرة قدم قطري يلعب حالياً في نادي مسيمير.

## مسيرة اللاعب
تدرج في أكاديمية أسباير و بعدها لعب مع نادي الريان و أعير لفترة قصيرة لنادي أم صلال و أعير بعدها إلى نادي الخريطيات وبعدها لعب مع نادي السيلية ونادي مسيمير.